# ロン・スター
ロン・スター（"Rotten" Ron Starr、本名：Robert Eugene Nutt、1950年4月3日 - 2017年6月8日）は、アメリカ合衆国のプロレスラー。アラバマ州モービル出身。
元NWA世界ジュニアヘビー級王者。アメリカ太平洋岸や深南部、カルガリー、プエルトリコなどのローカル・テリトリーを主戦場に活動し、日本には新日本プロレスに度々参戦した。

## 来歴
デビュー後はボビー・スター（Bobby Starr）のリングネームで活動。1973年よりロン・スター（Ron Starr）と名乗り、ジョージア、フロリダ、ミッドアトランティック地区などを転戦して、若手のベビーフェイスとして前座試合に出場。ミッドアトランティックではボリス・マレンコ、ブルート・バーナード、ジェリー・ブラックウェル、ミスター・フジ、ミシェル・デュボア、ラリー・シャープらと対戦し、スティーブ・カーンともタッグを組んだ。
1976年2月、新日本プロレスに初来日。その後、ミッドサウス・エリアを基盤としていたNWAのトライステート地区に入り、12月2日にルイジアナ州ニューオーリンズにてパット・バレットからNWA世界ジュニアヘビー級王座を奪取。4日後の12月6日にオクラホマ州タルサにてネルソン・ロイヤルに敗れ短命王者に終わったものの、ジュニアヘビー級選手としてのステータスを高め、1978年3月の新日本プロレスへの再来日ではWWFジュニアヘビー級王者の藤波辰巳と再三対戦した（しかし、タイトルへの挑戦権は同時来日していたカネックに奪われた形となり、メキシコ人への差別意識も相まって、他の外国人選手と共謀してカネックをリンチしたとされる）。
2度目の日本遠征からの帰国後はサンフランシスコ地区で活動、ディーン・ホーやエンリケ・ベラをパートナーにバディ・ローズ&エド・ウィスコスキーと同地区版のNWA世界タッグ王座を争った。翌1979年3月3日にはトーナメントの決勝でロディ・パイパーを下して、空位となっていたUSヘビー級王座を獲得。パイパーとは太平洋岸北西部でも抗争を続け、4月3日にアドリアン・アドニスと組んでパイパー&キラー・ブルックスからNWAパシフィック・ノースウエスト・タッグ王座を奪取している。同年下期からは中西部のセントラル・ステーツ地区に参戦、9月17日にボブ・スウィータンを破りNWAセントラル・ステーツ・ヘビー級王座を獲得した。
1980年2月11日、古巣のトライステート地区にてレス・ソントンを下し、前王者ロイヤルの引退で空位となっていたNWA世界ジュニアヘビー級王座を獲得、2度目の戴冠を果たす。この時期より主にヒールとして活動するようになり、ロサンゼルスでは本家のドン・ジャーディンにあやかった覆面レスラーのザ・スポイラー2号（The Spoiler #2）に一時的に変身して、4月18日にチャボ・ゲレロからNWAアメリカス・ヘビー級王座を奪取。素顔に戻ると、6月6日にボブ・バックランドのWWFヘビー級王座に挑み、8月8日にはジ・アサシン（初代ジ・アサシンズのトム・レネストの息子）と組んで日本から遠征してきた坂口征二&長州力の北米タッグ王座に挑戦した。同年9月の新日本プロレス参戦では、日本武道館にて藤波のWWFジュニアヘビー級王座に初挑戦している。
1983年は地元アラバマのサウスイースタン・チャンピオンシップ・レスリングにて、ランディ・ローズやウェイン・ファリスと組んで活動。ボブ、スコット、ブラッドのアームストロング・ファミリーと抗争を展開した。翌1984年からはカナダ・カルガリーのスタンピード・レスリングに参戦して、3月2日にサニー・トゥー・リバーズから英連邦ミッドヘビー級王座を奪取。戴冠中はフィル・ラフルールらの挑戦を退けている。カルガリーではKYワカマツがマネージャーを務め、バッドニュース・アレンとも共闘。ダイナマイト・キッド、デイビーボーイ・スミス、ブレット・ハートらと抗争を繰り広げた。
1986年よりカルロス・コロンの主宰するプエルトリコのWWCに進出。9月19日にトーナメントの決勝でインベーダー1号を破り、WWC認定の初代TV王者となった。以降、1980年代後半はWWCを主戦場に、血縁ギミックのチッキー・スターとのタッグチームなどで活動。1987年11月と1988年8月には新日本プロレスに久々に来日した。1989年はカナダのマリタイム地区にも参戦、7月20日にレオ・バークからインターナショナル・ヘビー級王座を奪取している。
1990年代もプエルトリコを主戦場に、傭兵スタイルに変身してキューバン・アサシンとのロス・メルセナリオス（Los Mercenarios）で活動、マーク&クリス・ヤングブラッドのレネゲード・ウォリアーズなどとWWC世界タッグ王座を争った。1990年8月25日にはウラカン・カスティーヨ・ジュニアを破り、WWC世界ジュニアヘビー級王座を獲得。10年半ぶりとなるジュニアヘビー級王座戴冠を果たした。キャリア末期の1992年はダグ・マスターズを新パートナーに、レックス・キング&スティーブ・ドールのサザン・ロッカーズなどと抗争していた。
2017年6月8日、67歳で死去。

## 得意技
- ダブルアーム・スープレックス
- レッグ・ドロップ

## 獲得タイトル
NWAトライステート
- NWA世界ジュニアヘビー級王座：2回[7]

NWAサンフランシスコ
- NWA USヘビー級王座（サンフランシスコ版）：2回[10]
- NWA世界タッグ王座（サンフランシスコ版）：2回（w / ディーン・ホー、エンリケ・ベラ）[9]

パシフィック・ノースウエスト・レスリング
- NWAパシフィック・ノースウエスト・タッグ王座：1回（w / アドリアン・アドニス）[11]

セントラル・ステーツ・レスリング
- NWAセントラル・ステーツ・ヘビー級王座：1回[12]
- NWA世界タッグ王座（セントラル・ステーツ版）：1回（w / トム・アンドリュース）[28]

NWAハリウッド・レスリング
- NWAアメリカス・ヘビー級王座：1回[13]

サウスイースタン・チャンピオンシップ・レスリング
- NWAガルフ・コースト・タッグ王座：1回（w / テリー・ラザン）[29]
- NWAサウスイースタン・タッグ王座：1回（w / ウェイン・ファリス）[30]

スタンピード・レスリング
- 英連邦ミッドヘビー級王座：1回[18]
- インターナショナル・タッグ王座：2回（w / ウェイン・ファリス）[31]

アトランティック・グランプリ・レスリング
- AGPWインターナショナル・ヘビー級王座：4回[23]

オールサウス・レスリング・アライアンス
- ASWAジョージア・タッグ王座：1回（w / ランディ・ローズ）[32]

ワールド・レスリング・カウンシル
- WWC TV王座：2回[21]
- WWC世界ジュニアヘビー級王座：2回[26]
- WWC世界タッグ王座：5回（w / チッキー・スター×2、キューバン・アサシン、ダグ・マスターズ×2）[25]
- WWC北米タッグ王座：2回（w / チッキー・スター）[33]
- WWCカリビアン・タッグ王座：2回（w / キューバン・アサシン）[34]